# 城南ジュニア
城南ジュニア（じょうなんじゅにあ）とは、かつて存在した進学塾。城南予備校を運営する城南進学研究社によって2006年度に設立された小中学生向け学習塾。小学5年生から中学3年生を対象に科目ごとに学力別のクラスを編成し、都立高校入試などに照準を合わせて学習を進める。2010年3月期をめどに20教室程度を展開する計画だったが、開校わずか3年の2009年6月末ですべて撤退。

## 教室
以前あった教室
- 武蔵小杉教室（2006年6月3日開設）
- 大森教室（2006年2月20日開設）
- 自由が丘教室（2006年5月27日開設）
- 青葉台教室